# Giulino
Giulino, beter bekend als Giulino di Mezzegra, is een plaats (frazione) in de Italiaanse gemeente Tremezzina.
Op 28 april 1945 werden hier Benito Mussolini en zijn geliefde Clara Petacci geëxecuteerd, nadat ze de dag daarvoor op de vlucht naar Zwitserland waren gearresteerd.

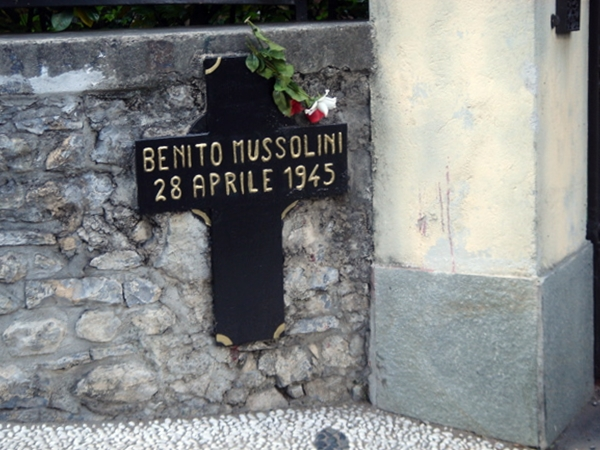
Kruis